# Kamendaka saccharivora
Kamendaka saccharivora är en insektsart som först beskrevs av Matsumura 1910.  Kamendaka saccharivora ingår i släktet Kamendaka och familjen Derbidae. Inga underarter finns listade i Catalogue of Life.